# Jubileo de diamante de Victoria del Reino Unido
El Jubileo de Diamante de la Reina Victoria del Reino Unido, se celebró oficialmente el 22 de junio de 1897 para conmemorar el 60° aniversario de la ascensión al trono de la reina Victoria del Reino Unido el 20 de junio de 1837. La reina Victoria fue la primera monarca británica en celebrar un jubileo de diamante.

## Antecedentes
La reina Victoria superó a su abuelo, el rey Jorge III del Reino Unido, como el monarca británico con el reinado más largo el 23 de septiembre de 1896, un evento que marcó en privado en el Castillo de Balmoral. Ella escribió en su diario: "La gente deseaba hacer todo tipo de demostraciones, lo que les pedí que no hicieran hasta que hubiera cumplido los sesenta años el próximo junio". Por lo tanto, el Jubileo de Diamante fue una oportunidad para celebrar el estatus de Victoria como la monarca con el reinado más largo, además de marcar los 60 años en el trono. El 20 de junio de 1897, el sexagésimo aniversario de su adhesión, Victoria escribió en su diario:

¡Este día lleno de acontecimientos, 1897, ha comenzado, y le pido a Dios que me ayude y proteja como lo ha hecho hasta ahora en estos sesenta largos años llenos de acontecimientos! ¡Me siento triste por las nuevas pérdidas que he sufrido, especialmente la última de nuestro querido Liko! ¡Seguro que Dios me ayudará! ¡Qué bien recuerdo este día, hace sesenta años, cuando mi querida Mamá me llamó de la cama para recibir la noticia de mi ascenso al trono!

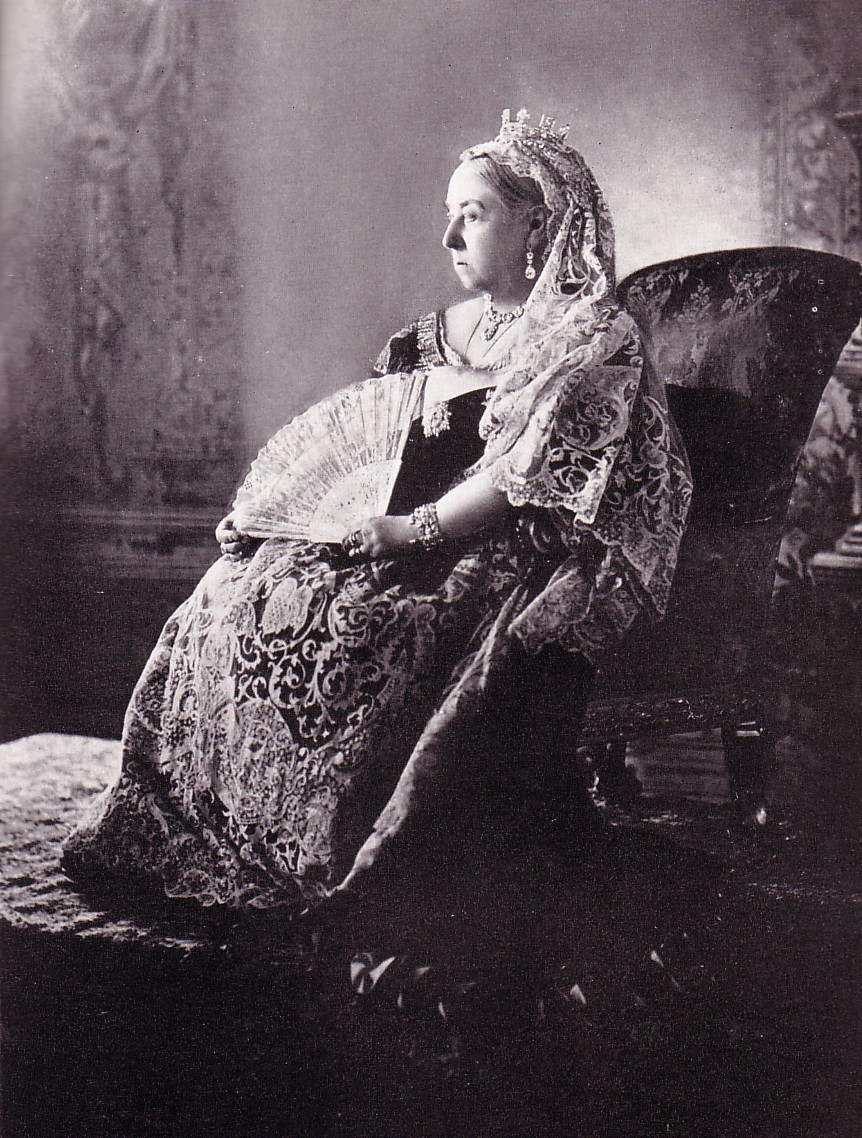
Retrato de la Reina por sus 60 años del ascenso al trono

El sexagésimo aniversario de su adhesión se celebró el 20 de junio de 1897 con un servicio de acción de gracias en la Capilla de San Jorge, en el Castillo de Windsor.

## Celebraciones
La ocasión estuvo marcada públicamente dos días después por el Festival del Imperio Británico propuesto por Joseph Chamberlain, quien promovió la idea de una celebración mundial digna de un monarca que gobierna a más de 450 millones de personas. El día fue declarado feriado bancario en Gran Bretaña, Irlanda e India. El Ejército británico y la Royal Navy, así como tropas de Canadá, India, África y el Pacífico Sur, participaron en la procesión en Londres. La Reina telegrafió un mensaje a todas las naciones del Imperio Británico: "Desde mi corazón agradezco a mi amado pueblo. Que Dios los bendiga".
A las 11:15, la Reina, junto con la Princesa Helena y la Princesa de Gales, participaron en el desfile en un carruaje abierto desde el Palacio de Buckingham hasta la Catedral de San Pablo, donde tuvo lugar el servicio de acción de gracias.  La siguieron otros diecisiete carruajes que transportaban a miembros de la familia real. Asistieron once primeros ministros coloniales.
Aquejada de artritis severa e incapaz de subir los escalones, la Reina permaneció en su carruaje, por lo que el breve servicio de acción de gracias se llevó a cabo fuera del edificio. A ella se unieron el clero y los dignatarios. Victoria regresó al Palacio de Buckingham después de recorrer una gran zona de Londres. Más tarde, al reflexionar sobre la ocasión, Victoria dijo:

Nunca nadie, creo, se ha encontrado con una ovación como la que me dieron a mí, al pasar por esas seis millas de calles... Las multitudes eran bastante indescriptibles y su entusiasmo verdaderamente maravilloso y profundamente conmovedor. Los vítores fueron bastante ensordecedores y todos los rostros parecían estar llenos de alegría.

Miles de residentes de Londres y Manchester participaron en fiestas callejeras, donde Thomas Lipton distribuyó cerveza y tabaco gratis. Se encendió una cadena de faros en todo el Reino Unido y Nottingham, Bradford y Hull recibieron su carta de ciudad como parte de las celebraciones. Al día siguiente, la reina visitó Constitution Hill en la ciudad de Londres, donde se habían reunido 10.000 escolares, y asistió a una recepción en Slough.

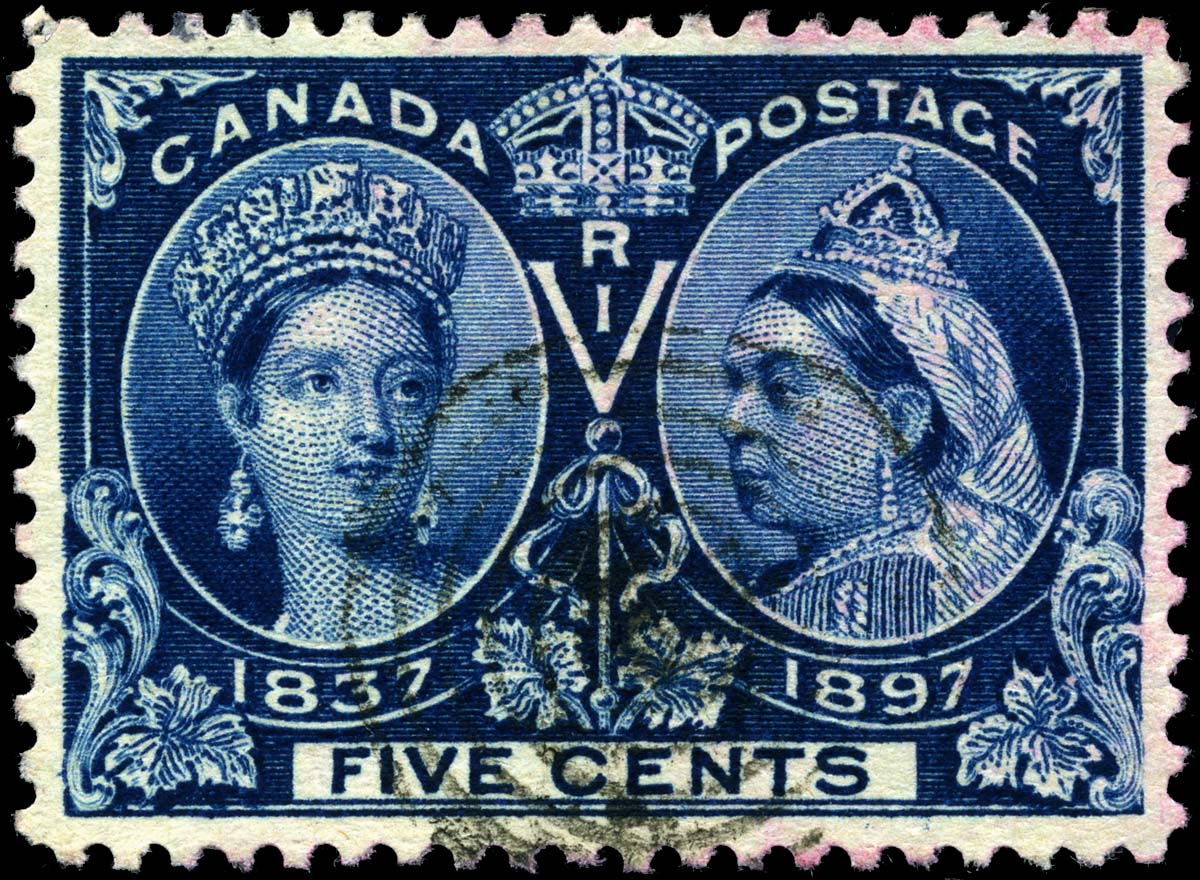
Estampas conmemorativas del Jubileo de Diamante

Las celebraciones duraron quince días y se llevó a cabo una fiesta en el jardín del Palacio de Buckingham y un banquete estatal para conmemorar la ocasión. Se erigieron fuentes y torres conmemorativas para conmemorar la ocasión, incluida la Torre del Jubileo en los páramos sobre Darwen en Lancashire y la Torre del Reloj de Cunningham en Peshawar en la Frontera Noroeste de la India británica. Alfred Austin y Rudyard Kipling también escribieron poemas especiales en honor a la Reina.

### Invitados a las celebraciones del Jubileo
- Reino Unido: 
  - Victoria del Reino Unido, la anfitriona y a quien se le dedicaba el Jubileo.
  - el Príncipe de Gales con su esposa, la princesa de Gales, hijo y nuera de la Reina.
  - el Duque de York con su esposa, la duquesa de York, nieto y nieta política de la Reina.
  - príncipe Eduardo, príncipe Alberto y princesa María, bisnietos de la Reina.
  - Victoria, nieta de la Reina.
- Noruega Maud de Gales y su esposo, Haakon VII de Noruega, nieta y nieto político de la Reina.
  - Princesa Luisa, hija de la Reina.
- Imperio alemán: La princesa Real, hija de la Reina.